# Guillaume Houzel
Pour les articles homonymes, voir Houzel.
Guillaume Houzel, né le 16 avril 1970 à Nice, est un responsable de l'enseignement supérieur et de la recherche en France.

## Biographie
De 1993 à 1995, Guillaume Houzel est secrétaire exécutif de l'Union internationale des étudiants , et vice-président de l'Unef-ID de 1994 à 1995. Étant l'un des fondateurs du réseau d'associations étudiantes Animafac, Guillaume Houzel en est le premier président de 1996 à 1998, puis délégué général jusqu'en 2001.
De 2001 à 2004, il est Directeur de cabinet de l'adjoint au Maire de Paris délégué à la vie étudiante, David Assouline. De 2005 à 2010, il est Conseiller au Cabinet de Bertrand Delanoë, Maire de Paris, où il traite notamment des questions relatives à l'enseignement supérieur et la recherche.
Guillaume Houzel est Président exécutif de l'Observatoire national de la vie étudiante de 2001 à 2008, ce qui le conduit à animer des programmes de recherche sur la vie étudiante et à porter la voix de l'OVE, tant auprès des médias que des institutions. Alors que le mandat du Conseil d'administration de l'OVE avait échu depuis un an, et face à l'absence de nomination d'une nouvelle gouvernance par Valérie Pécresse, Guillaume Houzel démissionna en octobre 2008. Sa successeure, Monique Ronzeau, ne fut nommée qu'en mai 2011.
En 2008, il a une fille.
Pôle de recherche et d'enseignement supérieur, Sorbonne Paris Cité a été constitué en février 2010. Guillaume Houzel en est le premier directeur du développement, sous la présidence de Jean-François Girard, de mars 2010 à mai 2012. Il y est chargé de la conception et de l'animation du projet stratégique du nouvel établissement public qui regroupe les Universités Paris 3- Sorbonne nouvelle, Paris Descartes, Paris Diderot et Paris Nord, ainsi que Sciences po Paris, l'Institut national des langues et civilisations orientales (INALCO); l'Institut de physique du Globe de Paris et l'École des hautes études en santé publique (EHESP).
De septembre 2012 à avril 2014, Guillaume Houzel est Conseiller social, également chargé de la vie étudiante, de la culture scientifique, technique & industrielle (CSTI) ainsi que des Outre-mer au Cabinet de Geneviève Fioraso, alors Ministre de l'enseignement supérieur et de la recherche des Gouvernements de Jean-Marc Ayrault (I et II). Il conseille la Ministre sur la réforme des bourses engagée à l'été 2013,.
Le Président de la République nomme Guillaume Houzel Directeur du Centre national des œuvres universitaires et scolaires (CNOUS) le 14 avril 2014. En mai 2015, lorsque l'affaire Sid Ahmed Ghlam éclate, Le Canard enchaîné accuse les principaux syndicats étudiants d'avoir aidé le jeune terroriste algérien à se loger. Guillaume Houzel publie alors les archives du CNOUS qui révèlent que Sid Ahmed Ghlam était boursier échelon 6, mais que son dossier était blanc (rien à signaler). En janvier 2016, le Conseil d'État annule cette nomination de Guillaume Houzel
Nommé à l'inspection générale de l'administration de l'éducation nationale et de la recherche, Guillaume Houzel signe avec François Taddéi un rapport très commenté consacré à la société apprenante. En novembre 2017, il est nommé directeur des programmes du Plan d'investissement pour les compétences au Ministère du travail.
A l'automne 2019, Jean-Michel Blanquer, ministre de l’Éducation nationale, Frédérique Vidal, ministre de l’Enseignement supérieur, de la Recherche et de l’Innovation et Muriel Pénicaud, ministre du Travail ont conjointement confié à M. Guillaume Houzel une mission visant à lever les freins à l’essor de l’apprentissage et à faciliter la mise en contact des jeunes, des CFA et des entreprises.
M. Guillaume HOUZEL est nommé conseiller spécial, chargé de la politique de certification et qualité de la formation au cabinet de la ministre déléguée auprès du ministre du travail, du plein emploi et de l'insertion et du ministre de l'éducation nationale et de la jeunesse, chargée de l'enseignement et de la formation professionnels, le 11 juillet 2022.

## Autres fonctions
- Membre du think tank Leplusimportant[11]
- Cofondateur de l'association Campus en été avec Jean-François Stopar (en ou avant 1995) qui édite une newsletter à destination des organisations étudiantes[12].

## Publications
- Les étudiants de France, dir, avec L. Gruel, O. Galland, PUR 2009[13]
- Les politiques de vie étudiante des universités avec F. Kunian, La doc. française 2008[14].
- Les engagements bénévoles des étudiants, La documentation française 2003[15].

### Pages liées
- Animafac
- Observatoire national de la vie étudiante
- Sorbonne Paris Cité
- Centre national des œuvres universitaires et scolaires